# Шевчук, Александр Владимирович
Александр Владимирович Шевчук (6 декабря 1966, Умань, Украинская ССР — 24 января 2021 года, Москва, Россия) — российский эксперт моды, телевизионный и театральный имиджмейкер, стилист, бизнесмен, владелец салона красоты «Искра». Обладатель всероссийской премии «Овация».

## Биография
Александр Шевчук родился 6 декабря 1966 года в УССР, в Умани.

### Образование
После прохождения срочной военной службы в Москве, Шевчук поступил в Московский технологический институт легкой промышленности на факультет конструирования и моделирования одежды. После окончания второго курса Шевчук прекратил обучение в учебном заведении.
В дальнейшем обучался в Финляндии, Германии и Америке.

### Карьера
Александр Шевчук начал карьеру стилиста со знакомства с дизайнером Натальей Нафталиевой, создавая образы для её моделей, после чего вскоре открывает свой собственный салон.
За 28 лет карьеры создал множество образов российских звёзд. В числе его клиентов — Алла Пугачёва, Людмила Гурченко, Анна Нетребко, Филипп Киркоров, Лайма Вайкуле, Лариса Долина, Александр Буйнов, Земфира, Валерий Меладзе, Аркадий Укупник и многие другие.
Известен работой в качестве официального стилиста Олимпийских и Паралимпийских игр в Сочи в 2014 году.
За его плечами более тысячи видеоклипов, работа в качестве топ-стилиста на таких проектах, как: «Старые песни о главном», «Голос», «Фабрика звезд», «Две звезды», «Евровидение 2009», «Ледниковый период», «Лёд и пламень», «Ты — супер стар», «Достояние республики», Юдифь — «Евровидение 1994», Юлия Савичева — «Евровидение 2004», Анжелика Агурбаш «Евровидение 2005», Дима Колдун — «Евровидение 2007», Юлия Савичева — «Евробест 2004», Новая волна в Юрмале (официальный стилист) в 2002, 2003, 2004 годах и других.
Работал с московским театром «Современник» (режиссёр Галина Волчек): выступил в качестве стилиста в проекте «Пигмалион» (в спектакле участвовали такие звезды, как Валентин Гафт, Елена Яковлева и другие). Клиентами Шевчука были также Андрис и Илзе Лиепа. Позднее балерина Нина Ананиашвили пригласила стилиста для работы над спектаклем «Сны о Японии», над которым Шевчук занимался гримом. Известен авторскими разработками грима для таких постановок Большого театра, как: «Пиковая дама», «Жар-птица», «Петрушка», «Шахерезада».
На Неделе моды в Москве был гримером Линды Евангелисты и Нади Ауэрман. Клиентами были певец Пол Янг и актёр Жан-Клод Ван Дамм. Гримировал американскую актрису Мира Сорвино в Вене на Opernball в 2013 году. Создавал образ для британского певца Пол Янг на Новой волне.
Создавал образы для всех фотосессий и дефиле для латышского дома моды Ateliers.
Был стилистом, экспертом программы «Присяжные красоты» на телеканале Домашний и «Модный приговор» на Первом канале .

### Смерть
Александр Шевчук скончался на 54-м году жизни 24 января 2021 года из-за осложнений после хирургической операции. Церемония прощания прошла в закрытом формате 29 января в ритуальном зале Центральной клинической больницы Управления делами Президента РФ, тело Александра Шевчука было кремировано. Прах захоронен на старом городском кладбище в Умани.

## Проекты

### Спортивные события
- Зимние Олимпийские игры 2014;
- Зимние Паралимпийские игры 2014.

### Телевизионные программы
- «Фактор А» («Россия-1»);
- «Звёзды на льду» («Первый канал»);
- «Ледниковый период» («Первый канал»);
- "Фабрика звёзд. Возвращение («Первый канал»);
- «Две звезды» («Первый канал»);
- «Новые песни о главном» («Первый канал»);
- «Ты — супер стар» («НТВ»);
- «Старые песни о главном» («Первый канал»);
- «Достояние республики» («Первый канал»);
- «Субботний вечер» («Россия-1»);
- «Рождественские встречи Аллы Пугачёвой»;
- «Голос» («Первый канал»);
- Голос. Дети («Первый канал»);
- Модный приговор («Первый канал»);
- Присяжные красоты («Домашний»);
- Алла Пугачева. Избранное («Первый канал»);

### Театральные постановки
Большой театр:
- «Пиковая дама»;
- «Сны о Японии»;
- «Маньеризм»;
- «Клеопатра — Ида Рубинштейн»;
- «Лея»;

Современник:
- «Пигмалион».

## Награды
| Год  | Премия                     | Категория                    |
| ---- | -------------------------- | ---------------------------- |
| 1997 | Премия «Овация»            | Стилист года (женский образ) |
| 1997 | Премия «Овация»            | За создание яркого образа    |
| 1998 | Премия «Овация»            | Стилист года                 |
| 2003 | World Class Fitness Awards | Самый модный член клуба      |